# Harta Moldovei - Dimitrie Cantemir

Harta Moldovei, reproducere după „Descriptio Moldaviae”

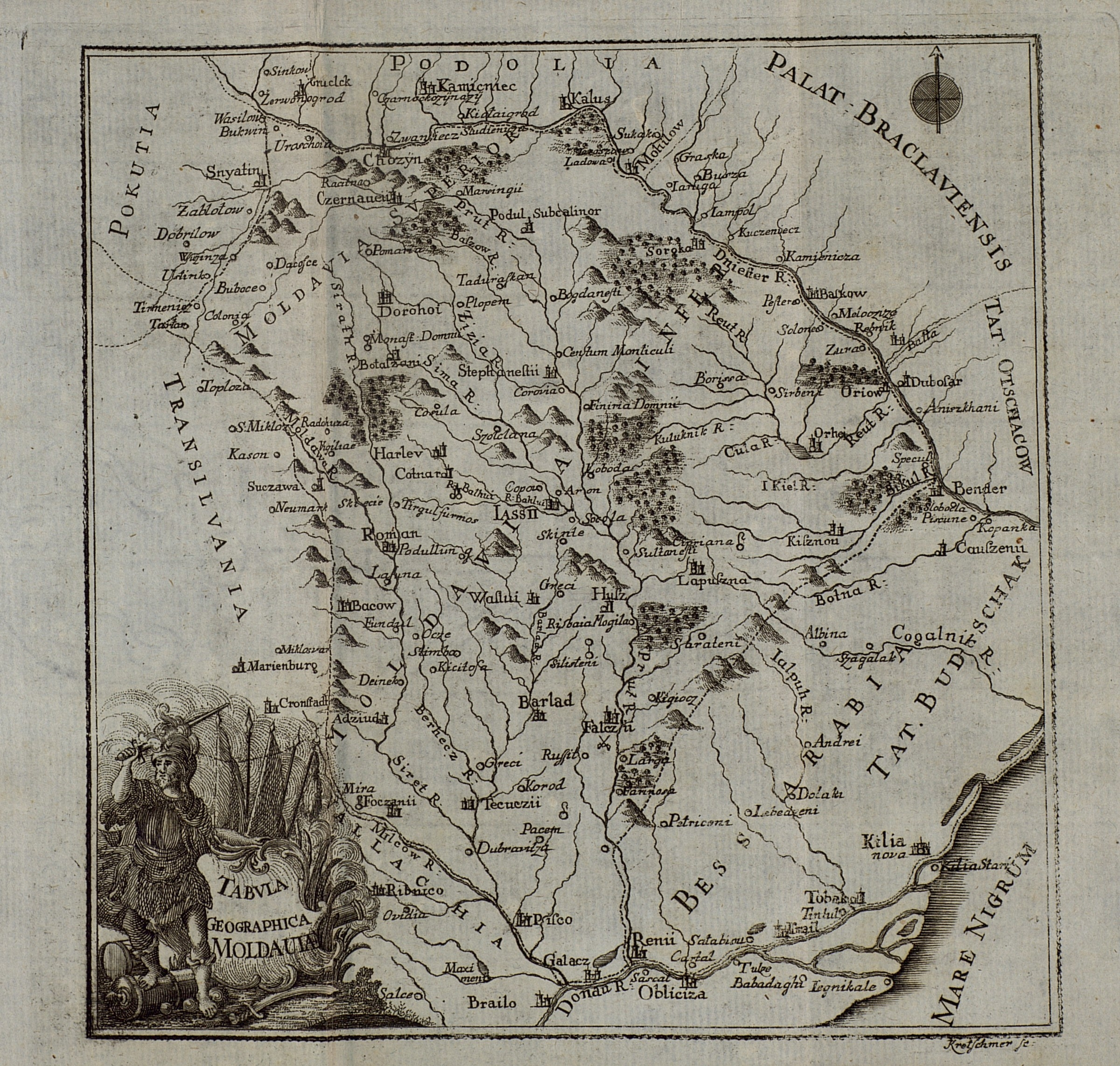
Harta Moldovei, parte a lucrării „Tabula Geographica Moldauiae - Descriptio antiqui et hodierni status Moldaviae”, Frankfurt und Leipzig, 1771, de Dimitrie Cantemir.

Harta Moldovei (în latină Tabula Geographica Moldauiae) a lui Dimitrie Cantemir a fost terminată în jurul anului 1716 și tipărită în anul 1737, la Amsterdam, prin grija fiului său, prințul Antioh Dimitrievici Cantemir, și a apărut ca anexă la lucrarea Descriptio Moldaviae. În concepția lui Cantemir, harta (Tabula Geographica) și textul (Descriptio Moldaviae) se întregesc reciproc. Harta este localizarea clară a tuturor denumirilor geografice din text, iar textul nu este decât un admirabil comentariu al hărții.

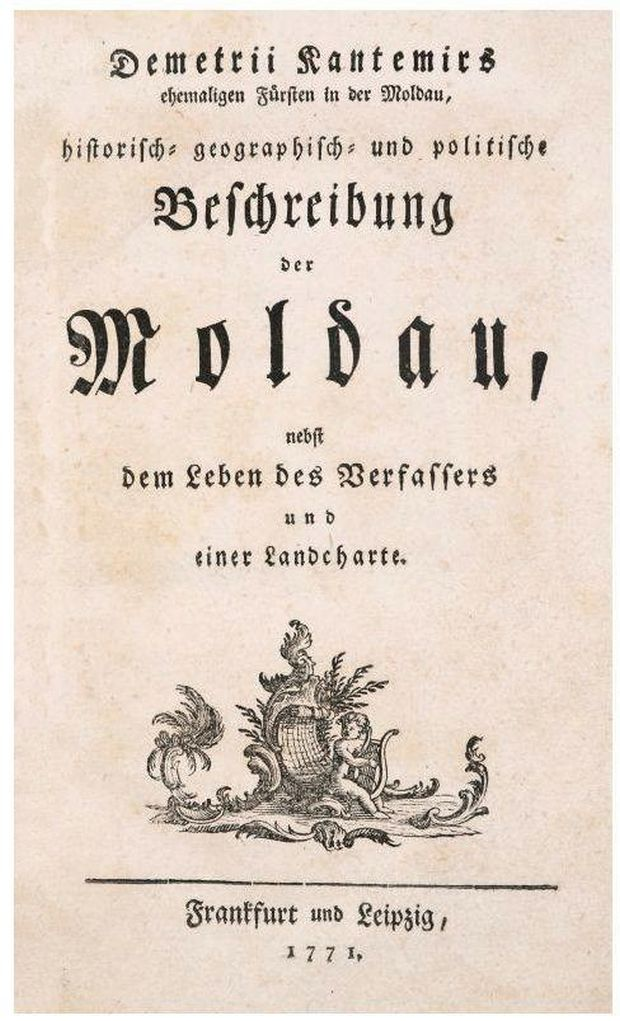
Descriptio Moldaviae, Frankfurt und Leipzig, 1771

## Istoric
Această hartă a fost descoperită de geograful George Vâlsan, în anul 1926, la Biblioteca Națională a Franței din Paris, în colecția lui Jean-Baptiste Bourguignon d'Anville, care conținea o copie olandeză , din 1737, într-un singur exemplar. Data tipăririi a fost rasă cu cuțitul de către un anticar ca să ridice valoarea hărții (în secolul al XVIII-lea o hartă era mai valoroasă dacă era mai recentă) - prin reproducere fotografică a apărut data reală: 1737. Ulterior, în anul 1928, P. P. Panaitescu a descoperit o copie a hărții lui Cantemir, întocmită de J. B. d'Anville. Această copie, considerată de cartografi cea mai clară și mai fidelă, se găsește tot la Biblioteca Națională a Franței din Paris.  Harta era căutată mai demult. Astfel în anul 1881, V. A. Urechia se întreba: „ce muzeu sau bibliotecă fericită posedă acea prețioasă, din îndoite puncte de vedere, operă a Voievodului Moldav?”. Din păcate, originalul hărții nu a fost descoperit încă.

## Descriere
Harta originală trebuie să fi avut dimensiunile de 850X650 mm, deoarece geograful francez Guillaume Delisle notează că a primit din Olanda o copie redusă a acesteia, la dimensiunile 510X385 mm. Harta este gravată în negru. O linie subțire, galbenă, însoțește limitele țării și județelor. „Via Traiani”, Valul lui Traian, din județul Galați și până la Nistru e colorat cu o linie trasă în roșu deschis. Aceeași nuanță colorează un singur punct în cuprinsul hărții: un semn de cetate în cruce culcată, pe marginea Prutului, deasupra satului Stănilești (Stanislav), în dreptul pârâului Lăpușna (Lapuszna). Acest semn reprezintă o mică dovadă de paternitate a lucrării. 
Chenarul hărții e împărțit în meridiane și paralele: longitudinea este luată față de Insula Ferro, pe unde trecea meridianul de origine admis de toți geografii de pe vremea lui Cantemir. 
Titlul hărții, așezat în colțul din stânga jos, se află închis într-un cadru semănând cu un cămin monumental. Deasupra - doi îngeri, susținând o frumoasă coroană, sub care se află un ecuson oval și gol - ceea ce în limbajul heraldic înseamnă principe care și-a pierdut tronul. În dreapta titlului stă așezată o persoană încoronată și îmbrăcată în hermină, cu capul ușor înclinat, ținând în mână un sceptru și având în spate un caduceu care, după părerea lui Nicolae Iorga, reprezintă Moldova. Alături, pe o coloană retezată, arde o inimă. La spatele acestei persoane păzește un soldat roman în armură și cu steag. Titlul în original este: „Principatus Moldaviae nova et accuratta descriptio delineante principe Demetrio Cantemir” (Nouă și îngrijită descriere a Principatului Moldovei desenată de principele Dimitrie Cantemir).
În colțul din stânga jos, într-un cadru cu ghirlande de flori și fructe, se află două scări pentru măsurarea distanțelor, fără nicio indicație. O măsură intră de 60 de ori într-un grad, alta de 20 de ori. Cea dintâi se referă la „mila italiană”, cea de-a doua la „ceasul turcesc”. În locul gol rămas în colțul din dreapta sus se află roza vânturilor, cu direcția nord.

## Conținut
Harta lui Cantemir dovedește o amplă cunoaștere a teritoriului Moldovei. Elementele de relief, hidrografie și vegetație, localitățile, limitele administrative și toponimia atestă completa originalitate a lucrării, care nu ar fi putut fi asigurată decât prin contactul nemijlocit cu realitatea din teren și mai puțin prin preluarea unor elemene din documentele cartografice existente pe atunci. 
Munții sunt reprezentați prin movile, iar pădurile prin pomi, fiind însemnate numai în afara zonelor muntoase. Toate sunt exacte și corespund cu situația actuală sau cu știrile pe care le avem despre trecut.
Rețeaua hidrografică este densă, harta reprezentând râurile principale (Siret, Prut, Nistru) și afluenții acestora. Cei mai numeroși, peste 60, sunt afluenții de pe dreapta Siretului, apoi vin cei ai Bârladului, Prutului și Nistrului; nu lipsesc nici râurile care străbat podișul Bugeacului și se varsă direct în mare. Râurile sunt însă foarte gros reprezentate, conform unei mode din acea epocă.
Localitățile, în număr de 714, sunt redate după categorii - sate, târguri și orașe - cu denumirea și la locul lor, ceea ce dovedește că informațiile respective au fost adunate în timpul numeroaselor sale călătorii prin țară. Cantemir dă împărțirea pe județe, aceasta fiind de fapt prima hartă administrativă a Moldovei: Districtus Czernaucii, Chotini, Dorohoi, Soczavie, Harlev, Sorocae, Nemcii, Kârligătura, Iasiorum, Orchei, Roman, Vaslui, Lupushnal, Bacovii, Tutova, Falcii, Putnae, Cohurlui, Ismaili, Budzak sive Bassarabier.

## Importanță
Valoarea hărții a fost recunoscută pe plan internațional ca fiind opera de referință a tuturor geografilor vremii. Harta a fost citată de vestitul geograf și cartograf francez, ale cărui opere cartografice sunt considerate cele mai bune din secolul al XVIII-lea, Jean-Baptiste Bourguignon d'Anville, în lucrarea „Memoire sur les peuples qui habitent aujourd'hui dans la Dace de Trajan” Tot el, în anul 1771, a conceput realizarea unei mari hărți a României și a propus pentru aceasta și folosirea hărții Țării Românești a stolnicului Constantin Cantacuzino și a hărții Moldovei a principelui Dimitrie Cantemir. Deși d' Anville n-a tipărit această hartă, totuși hărțile și atlasele timpului apărute, în special, în Europa occidentală, au avut ca documente de bază cele două „monumente cartografice românești”.

## Vezi și
- Harta Transilvaniei - Johannes Honterus
- Harta Țării Românești - Constantin Cantacuzino

## Legături externe
- 2008 • Anul Cantemir